# 염장 (통일신라)
염장(閻長 또는 閻丈, ?~851년?)은 신라(新羅) 후기의 무장 겸 정치인이다.

## 개요

### 《삼국사기》 · 《삼국유사》 속의 염장
《삼국사기》에는 무주(武州) 사람이라고만 기록되어 있다. 흥덕왕(興德王)이 재위 11년인 836년 음력 12월에 승하하자, 신라 왕실 내부에서는 차기 왕위 계승을 놓고 균정(均貞)과 제륭(悌隆)이 대궐에서 내전을 벌였고, 균정은 패하여 죽고 제륭이 즉위하자 균정의 아들인 우징(祐徵)은 신변에 위협을 느껴 이듬해인 희강왕 2년(837년) 5월, 가솔들을 데리고 청해진(淸海津)으로 가서 장보고의 비호를 받게 된다.
이후 희강왕이 다시 김명(金明) 등이 일으킨 반란으로 자결하고, 김명이 즉위하였다. 이에 우징은 장보고에게 병사를 내어 도와줄 것을 청했고 성공하면 차후 장보고의 딸을 비로 삼아주겠다는 약속까지 하였다. 앞서 균정의 편을 들었고 우징이 청해진에서 장보고의 비호를 받으며 민애왕에 맞서 거병할 계획을 세우고 있다는 소식을 들은 김양(金陽)이 병사를 모아 2월에 청해진으로 왔고, 장보고는 정년(鄭年)에게 군사 5천을 주어 함께 수도로 진격하게 했다. 겨울 12월에 수도 서라벌로 진격한 평동장군(平東將軍) 김양의 휘하에서 군을 통솔한 여섯 명의 장군 가운데 정년과 함께 염장(閻長)이 포함되어 있었고, 이들은 무주에서 달구벌을 거쳐 수도로 쳐들어가 마침내 민애왕을 잡아 죽이고, 우징을 데려다 왕으로 삼았다.
왕이 된지 얼마 안 되어 김우징은 죽고, 태자 경응이 즉위하였다(문성왕). 왕은 즉위한 해(839년)에 장보고를 진해장군(鎭海將軍)으로 삼고, 7년(845년) 3월에야 장보고의 딸을 차비로 들이려 했지만, 신하들은 장보고의 신분을 문제삼으며 천한 바다 섬사람의 딸을 아내로 삼을 수는 없다며 반대했고 계획은 취소되었다. 이에 앙심을 품고 이듬해 봄에 장보고가 청해진에서 반란을 일으켰다는 소식에 신라 조정은 섣불리 토벌할 생각도 하지 못한 채 근심하고 있었는데, 이때 염장이 "조정에서 다행히 신의 말을 들어주신다면, 신이 한 명의 군사도 수고시키는 일 없이 맨주먹으로 궁복(장보고)의 목을 베어 바치겠습니다."라며 나섰다.
《삼국유사》에는 염장이 청해진으로 가서 사람을 시켜 "내가 이 나라의 임금에게 작은 원한이 있기에 명공께 의지해 신명을 보전하려 한다"는 말을 전했다. 장보고는 몹시 노하며 "너희 무리들이 왕께 간언하여 내 딸을 폐하게 하고서 어찌 나를 보려고 하느냐?"라고 하자, 염장은 다시 사람을 시켜 "그것은 백관(百官)들이 간한 것이지 나는 그 논의에 참여하지 않았습니다. 명공께서는 의심하지 말아 주소서."라고 전했다. 염장을 청사로 들이게 한 장보고가 다시 "경(卿)은 어쩐 일로 여기까지 왔는가?"라고 물었고, 염장은 "왕께 거스른 일이 있어 공의 막하(幕下)에 의탁해 해를 면하려 합니다."라고 하였다. 그제야 의심을 푼 장보고는 염장을 환영하며 술자리를 마련해 주었다. 장보고가 술에 취한 틈을 타서 염장은 장보고가 차고 있던 장검(長劍)을 빼어 그의 목을 베고 말았다.

### 드라마 해신에서 나오는 염장
드라마 해신 마지막회
염장이 청해진으로 가서 사람을 시켜 "내가 이 나라의 왕에게 작은 원한이 있어 잠시 장군에게 의지해 신명을 보전하려 한다."는 말을 전했다. 하지만 정년이 진노하여 "너희들이 왕에게 간언하여 어찌 장군을 보려 하느냐?" 라고 하자 염장은 다시 사람을 시켜 "그건 백관들이 알아서 간한 것이지 나는 그 논의에 참석 안했습니다. 장군 절 의심하지 말아 주십시오." 라고 전했다.  염장을 청사로 들이게 한 다음 정년의 분이 가라앉진 않았다. 한편 청사에서 장보고가 "네가 어찌한 일로 여기까지 왔는지 묻고 싶었다." 라고 하자 염장은 "나도 쫓기는 몸이라 어쩔 수 없이 여기까지 왔다." 이제서야 의심을 푼 장보고는 염장을 환영하며 술자리를 마련해 주었다.

### 《속일본후기》 속의 염장
한편 일본측 자료인 《속일본후기》 조와(承和) 9년(842년) 봄 정월 병인 초하루 을사조에는 염장이 지쿠젠국(즉 다자이후)에 보내는 첩장과 함께 신라인 이소정(李少貞) 등 40명을 일본으로 보냈다고 전한다. 쓰쿠시(筑紫) 오오쓰(大津)에 도착하여, 방일한 까닭을 묻는 다자이후(大宰府)의 관리에게 이소정은 "장보고가 죽고 그의 부장(副將)인 이창진(李昌珍) 등이 반란을 일으키고자 했는데, 무진주열가(武珍州列賀) 염장(閻丈)이 군사를 일으켜 토벌하여 평정하였다"며, 그 잔당들이 청해진을 빠져나가 일본으로 왔을 가능성이 있는데 혹시라도 일본에 도착한 배 가운데 조정에서 발급한 문서를 가지지 않은 자가 있다면 일본 조정이 나서서 잡아줄 것과 나아가 지난해의 회역사(廻易使) 이충(李忠), 양원(揚圓) 등이 가지고 온 물건이 원래 장보고의 자손과 그의 부하 관리들에게 돌아가야 할 것이므로 회역사들과 함께 도로 송환하러 왔다고 자신들의 방일 목적을 밝혔다. 그러나 일본 조정은 염장이 지쿠젠 국 앞으로 보낸다고 했던 첩장 내용에는 그러한 문구가 없어 기존 양국간의 외교 전례에 맞지 않는다는 점, 이소정이 원래 장보고의 신하였으면서도 지금은 염장의 사신이라고 자처하는 점, 이충, 양원은 장보고의 죽음으로 위협을 느끼고 본인들의 의지로서 일본으로 와서 돌아가지 않고 남으려 한다는 점(두 사람을 본국으로 돌려보내면 그들의 목숨을 보장할 수 없다)을 들어 요구를 거절했다. 다만 이를 조사하는 과정에서 일본의 전임 지쿠젠노카미(筑前守) 훈야노 미야다마로(文室宮田麻呂)가 앞서 이충 등이 회역사로서 가지고 왔던 여러 진기한 물품들을 빼앗았다는 사실이 드러나, 다자이후에 명하여 그가 빼앗았던 물품들을 조사, 기록하여 이소정 등에게 되돌려주었다고 한다.
《속일본후기》는 이충과 양원, 두 사람 스스로가 "장보고가 작년(841년) 11월 중에 죽었으므로 평안하게 살 수 없는 까닭에 당신 나라에 온 것입니다"라고 밝혔던 것을 적고 있다. 이 부분에서 장보고가 조와 9년의 바로 전해인 조와 8년, 즉 841년 11월에 장보고가 사망했다고 증언하고 있는 것을 알 수 있는데, 엔닌(圓仁)이 쓴 《입당구법순례행기(入唐求法巡禮行記)》에도 권4의 회창(會昌) 6년 7월 9일조에 장보고의 견당매물사(遣唐買物使)로 활약했던 전 청해진병마사(淸海鎭兵馬使) 최훈(崔暈)이 국난을 만나 당의 초주(楚州) 연수현(漣水縣)의 신라방에서 망명생활을 하고 있었다는 기록이 있는 점으로 보아 장보고의 피살은 《속일본후기》에서 기록한 841년 11월 중의 일이 아니었을까 추정하는 한 근거가 되고 있다. 또한 장보고를 죽인 염장이 장보고 사후 청해진을 장악했음을 보여주는 기록이기도 하다.

## 《동사강목》에 기록된 염장
조선 후기의 실학자 안정복(安鼎福)이 지은 역사서 《동사강목(東史綱目)》은 강목체 형식으로 구성되어 있는데, 편년체와 비슷하지만 서술하고자 하는 기사의 대주제를 「강(綱)」으로서 앞에 큰 글씨로 기록하고, 「강」의 구체적인 내용을 「목(目)」이라는 하위 항목으로 그 밑에 작게 서술하는 형식이다. 성리학의 대의명분론에 따라 「정통」과 「비(非)정통」에 따른 통계(統系)와 더불어 도덕적인 기준에 따라 기사를 평한 포폄(褒貶)의 원칙에 따라 글씨체나 크기, 사용하는 용어를 구별하여 서술한 것이 강목체의 특징이다.
안정복은 염장이 장보고를 죽인 사실에 대한 강을 「도적이 진해장군 장보고를 죽였다(盜殺鎭海將軍張保皐)」고 하여, 염장을 「도적(盜)」이라는 글자로 적어 비난하였다. 이미 스승인 이익에게 보내는 편지에서 장보고가 청해진을 세우고 나서는 신라 사람들이 중국 해적에게 붙들려 노예로 매매되는 일이 없었다는 점을 높게 평가했던 안정복은 《동국통감》에 실린 최보의 평을 인용하며 "왕이 이미 약속을 지키지 않아 그의 딸을 맞아들이지 않았으니 그의 원망도 이유가 있는 것"임을 지적하는 한편, 문성왕이 장보고의 공을 시기하고 이익을 탐낸 간신들의 말만 듣고 「도적의 꾀」를 행하였다며 염장뿐 아니라 문성왕까지도 깊게 비판하고 있다.

## 염장이 등장하는 작품
- 《해신》(KBS, 2004년~2005년, 배우 : 송일국, 홍현기)

## 같이 보기
- 김양
- 문성왕